# Carlos Augusto
Carlos Augusto Zopolato Neves (Campinas, 7 januari 1999) – bekend als Carlos Augusto of Carlos – is een Braziliaans-Italiaans voetballer die doorgaans speelt als linksback. In juli 2024 verruilde hij Monza voor Internazionale. Carlos maakte in 2023 zijn debuut in het Braziliaans voetbalelftal.

## Clubcarrière
Carlos speelde in de jeugdopleiding van Corinthians. Hier mocht hij in 2018 aansluiten bij het eerste elftal. Zijn debuut volgde op 5 augustus in dat jaar, toen hij in de eigen Neo Química Arena tegen Athlético Paranaense in de basisopstelling mocht beginnen van coach Osmar Loss. De wedstrijd eindigde in 0–0 en Carlos speelde het gehele duel mee. Zijn eerste doelpunt maakte hij op 1 mei 2019, toen hij thuis tegen Chapecoense voor de enige treffer zorgde.
In september 2020 verkaste Carlos voor een bedrag van circa 4,2 miljoen euro naar Monza, waar hij zijn handtekening zette onder een verbintenis voor de duur van vier seizoenen. Carlos was twee jaar basisspeler in de Serie B, tot de club in het seizoen 2021/22 promotie behaalde naar de Serie A. Na een seizoen op het hoogste niveau, waarin hij tot zes goals kwam, werd Carlos gehuurd door Internazionale, met een verplichte optie tot koop. Aan het einde van het seizoen, waarin Carlos met Internazionale het Italiaanse landskampioenschap pakte, tekende hij een contract voor vier jaar. In het seizoen 2024/25 haalde hij met Inter de finale van de UEFA Champions League, maar hierin was Paris Saint-Germain met 5–0 te sterk.

## Clubstatistieken
| Seizoen | Club             | Competitie | Competitie | Competitie | Beker | Beker | Internationaal | Internationaal | Totaal | Totaal |
| Seizoen | Club             | Competitie | Wed.       | Dlp.       | Wed.  | Dlp.  | Wed.           | Dlp.           | Wed.   | Dlp.   |
| ------- | ---------------- | ---------- | ---------- | ---------- | ----- | ----- | -------------- | -------------- | ------ | ------ |
| 2018    | Corinthians      | Série A    | 7          | 0          | 0     | 0     | 1              | 0              | 8      | 0      |
| 2019    | Corinthians      | Série A    | 17         | 1          | 2     | 0     | 2              | 0              | 21     | 1      |
| 2020    | Corinthians      | Série A    | 8          | 0          | 0     | 0     | —              | —              | 8      | 0      |
| 2020/21 | Monza            | Serie B    | 32         | 3          | 1     | 0     | —              | —              | 33     | 3      |
| 2021/22 | Monza            | Serie B    | 36         | 2          | 1     | 1     | —              | —              | 37     | 3      |
| 2022/23 | Monza            | Serie A    | 35         | 6          | 2     | 0     | —              | —              | 37     | 6      |
| 2023/24 | → Internazionale | Serie A    | 37         | 0          | 2     | 1     | 7              | 0              | 46     | 1      |
| 2024/25 | Internazionale   | Serie A    | 29         | 3          | 4     | 0     | 15             | 0              | 48     | 3      |
| Totaal  | Totaal           | Totaal     | 201        | 15         | 12    | 2     | 25             | 0              | 238    | 17     |

Bijgewerkt op 23 juni 2025.

## Interlandcarrière
Carlos maakte zijn debuut in het Braziliaans voetbalelftal op 17 oktober 2023, toen met 2–0 verloren werd van Uruguay in een kwalificatiewedstrijd voor het WK 2026 door treffers van Darwin Núñez en Nicolás De La Cruz. Carlos mocht van bondscoach Fernando Diniz in de basisopstelling beginnen en hij werd in de drieënzeventigste minuut naar de kant gehaald ten faveure van Guilherme Arana.
| Interlands van Carlos Augusto voor Brazilië | Interlands van Carlos Augusto voor Brazilië | Interlands van Carlos Augusto voor Brazilië | Interlands van Carlos Augusto voor Brazilië | Interlands van Carlos Augusto voor Brazilië | Interlands van Carlos Augusto voor Brazilië | Interlands van Carlos Augusto voor Brazilië |
| №                                           | Datum                                       | Wedstrijd                                   | Uitslag                                     | Competitie                                  | Goals                                       |                                             |
| Als speler bij Arsenal                      | Als speler bij Arsenal                      | Als speler bij Arsenal                      | Als speler bij Arsenal                      | Als speler bij Arsenal                      | Als speler bij Arsenal                      | Als speler bij Arsenal                      |
| ------------------------------------------- | ------------------------------------------- | ------------------------------------------- | ------------------------------------------- | ------------------------------------------- | ------------------------------------------- | ------------------------------------------- |
| 1                                           | 17 oktober 2023                             | Uruguay – Brazilië                          | 2 – 0                                       | WK 2026 kwalificatie                        |                                             |                                             |
| 2                                           | 21 november 2023                            | Brazilië – Argentinië                       | 0 – 1                                       | WK 2026 kwalificatie                        |                                             |                                             |

Bijgewerkt op 23 juni 2025.

## Erelijst
| Competitie          |             |             |             |             |
| Competitie          | Aantal      | Jaren       |             |             |
| Corinthians         | Corinthians | Corinthians | Corinthians | Corinthians |
| ------------------- | ----------- | ----------- | ----------- | ----------- |
| Campeonato Paulista | 2           | 2018, 2019  |             |             |
| Internazionale      |             |             |             |             |
| Serie A             | 1           | 2023/24     |             |             |
| Supercoppa          | 1           | 2023        |             |             |